# Seznam českých skautů
Toto je seznam známých českých osobností, které byly nebo jsou členy skautských organizací. Seznam nijak nezohledňuje, zda jednotlivé osobnosti jsou, či nejsou ve svém životě v rozporu se skautským slibem (či pokud jej vůbec složili) a zda svým veřejným vystupováním vzbuzují, či nevzbuzují nějaké kontroverze.

## Seznam

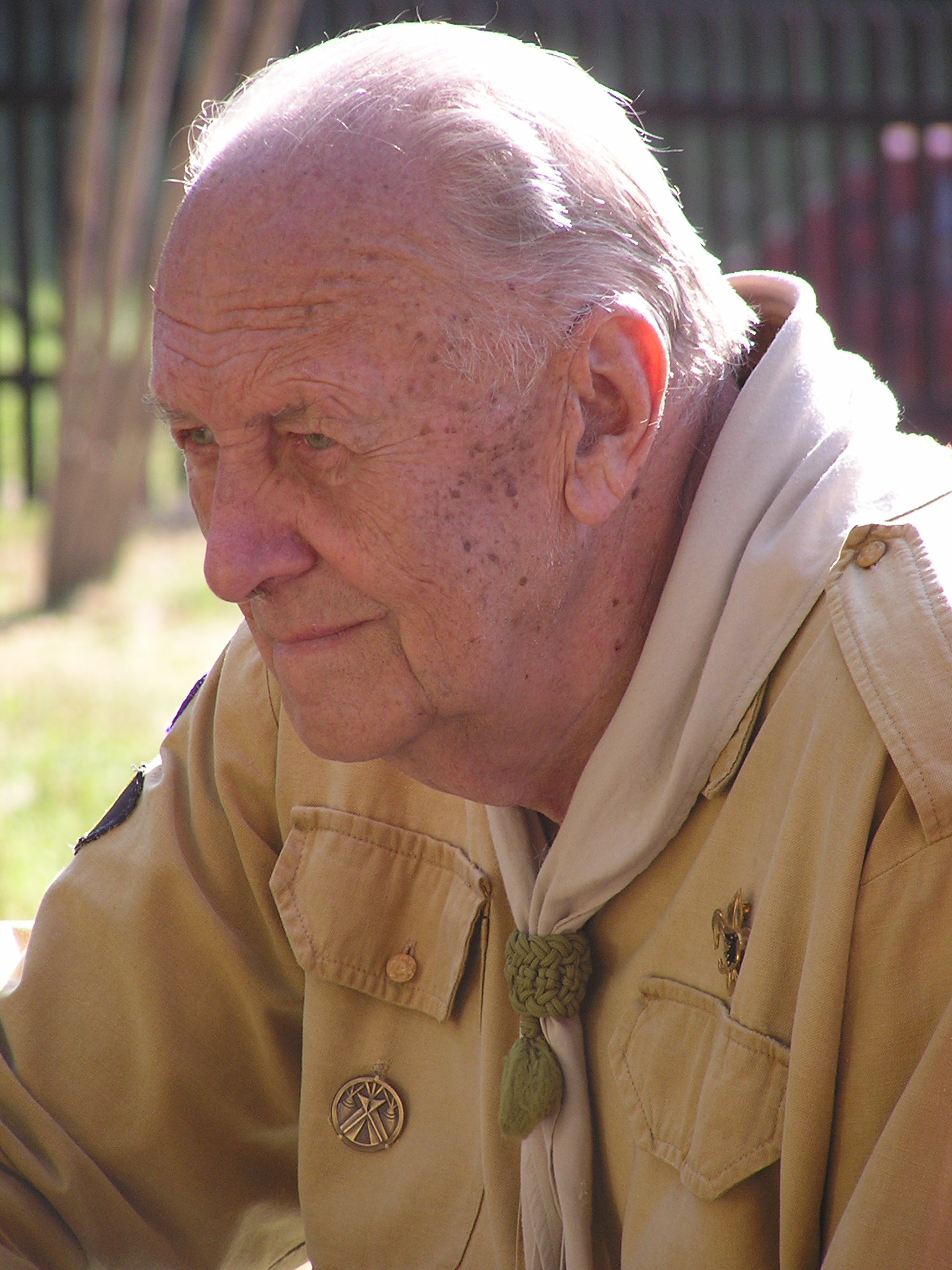
Václav Břicháček – Gigant

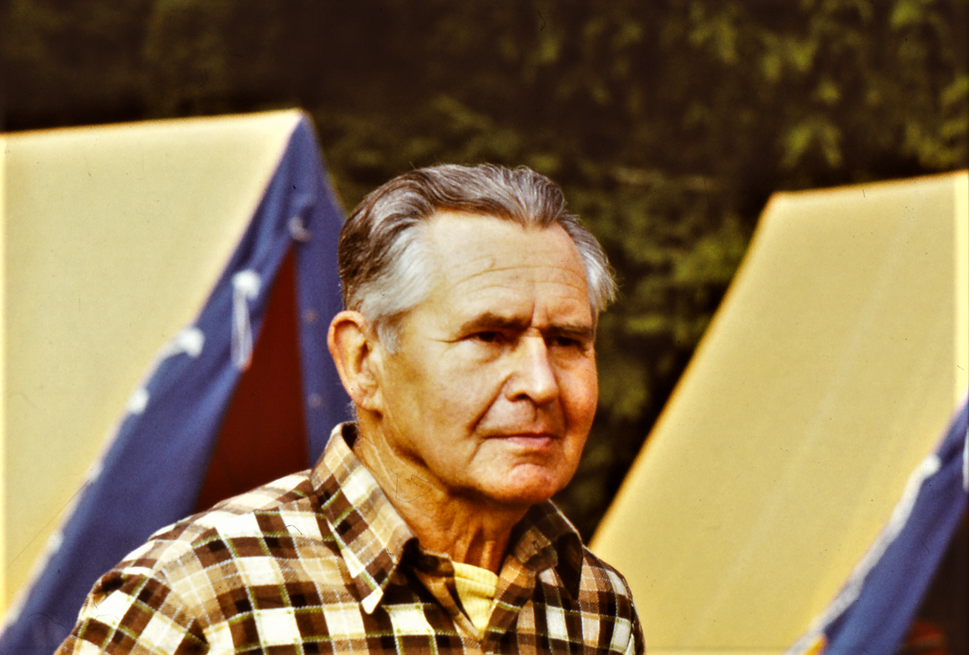
Jaroslav Foglar – Jestřáb

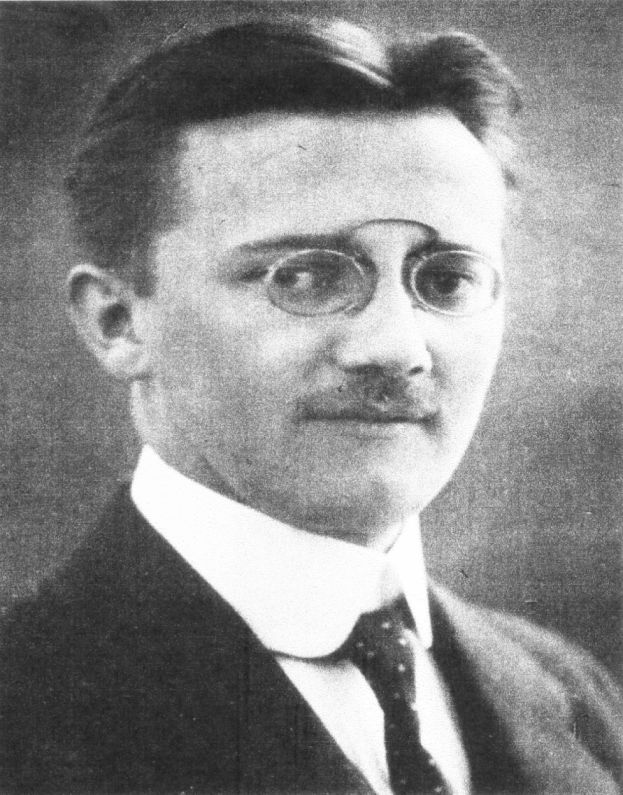
Jan Hořejší

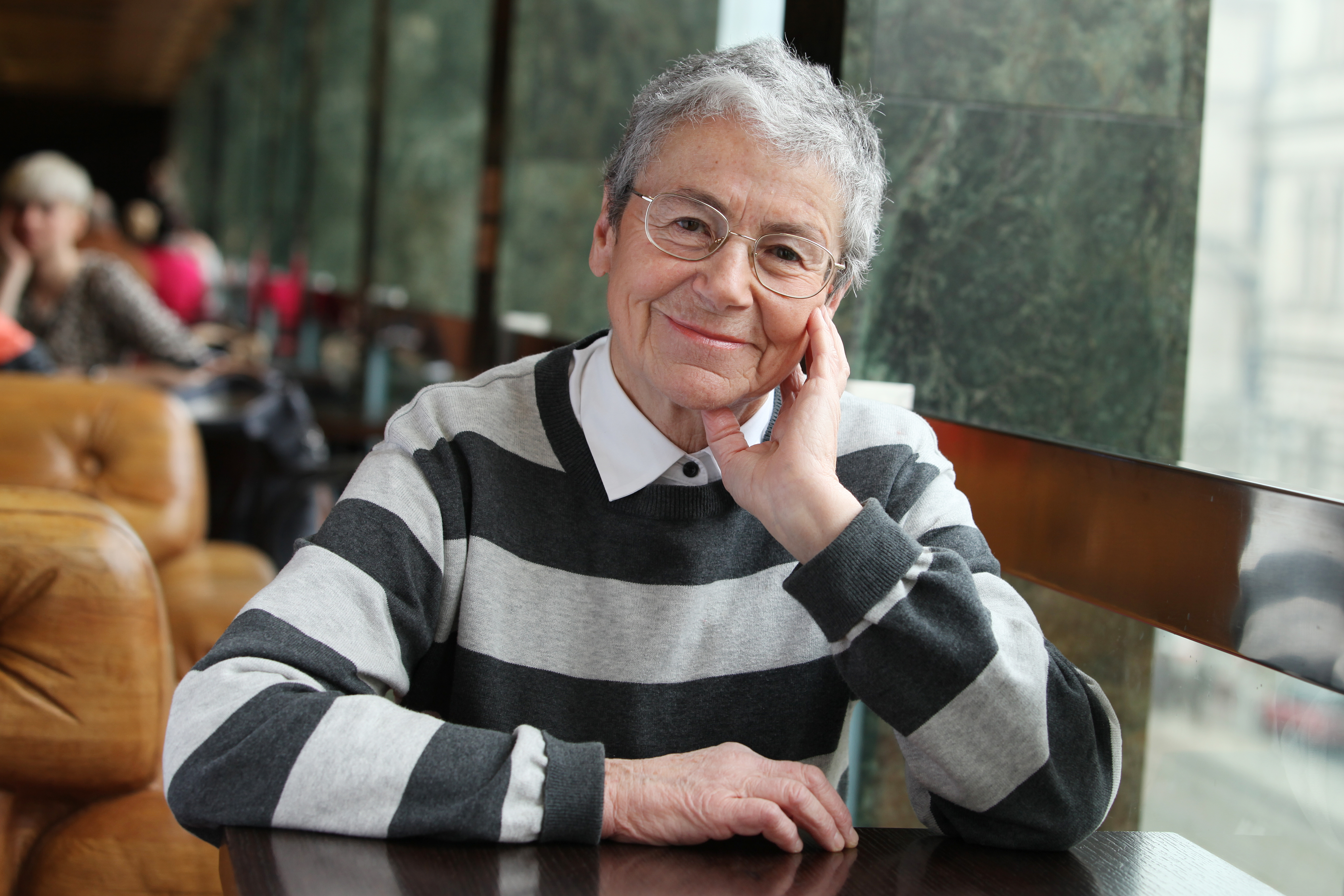
Helena Illnerova

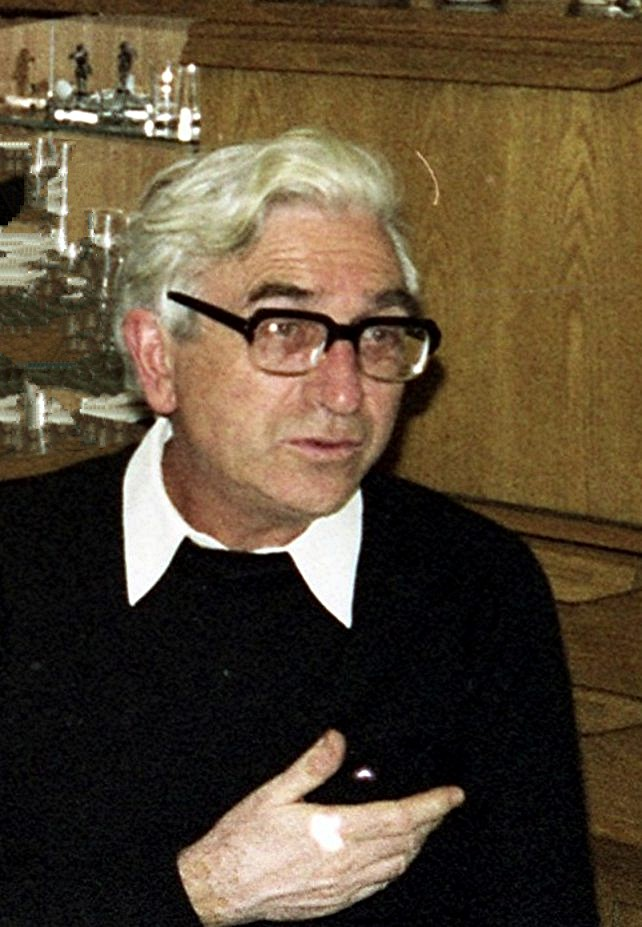
Jiří Reinsberg – Amundsen

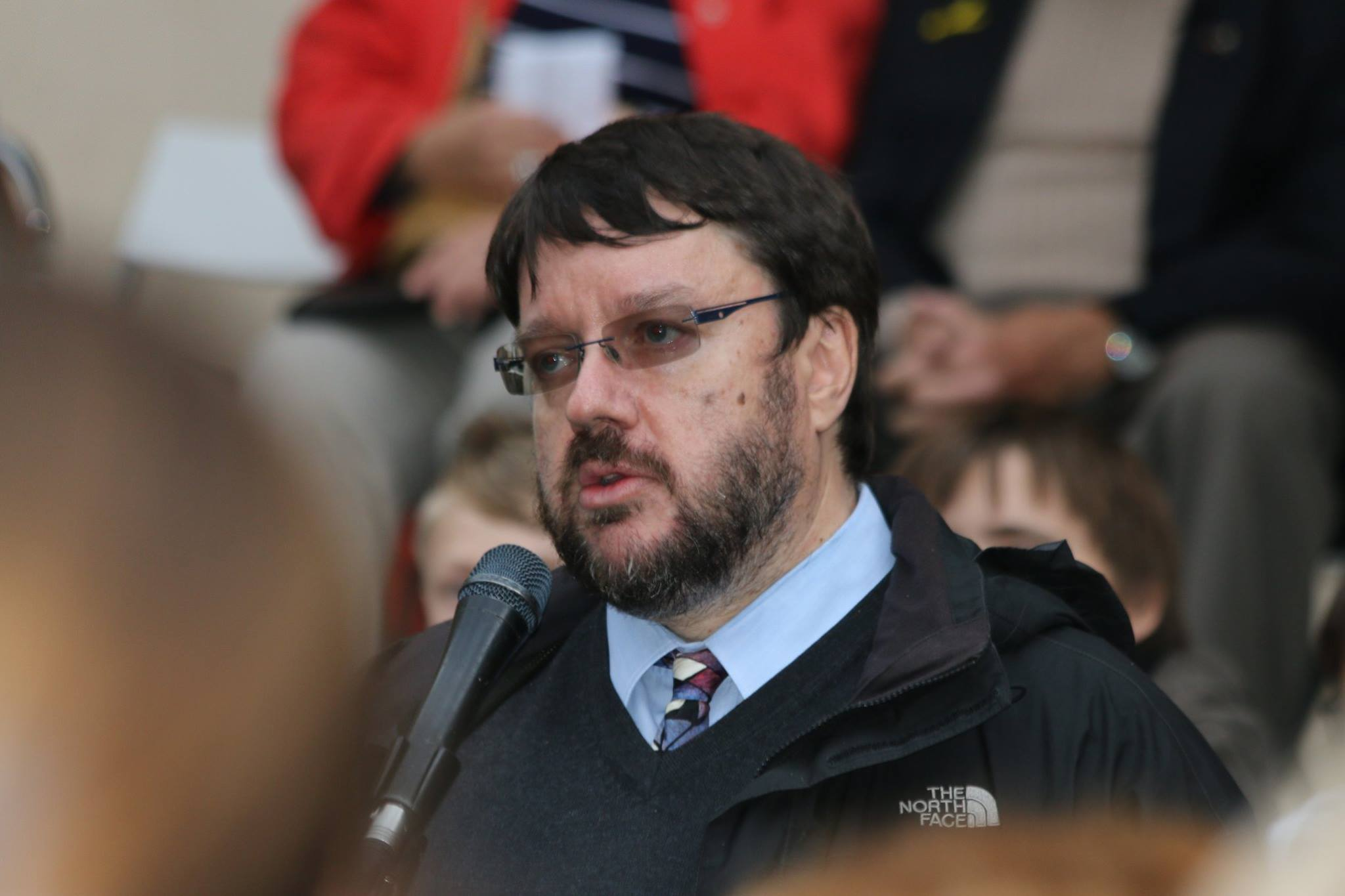
Tomáš Řehák – Špalek

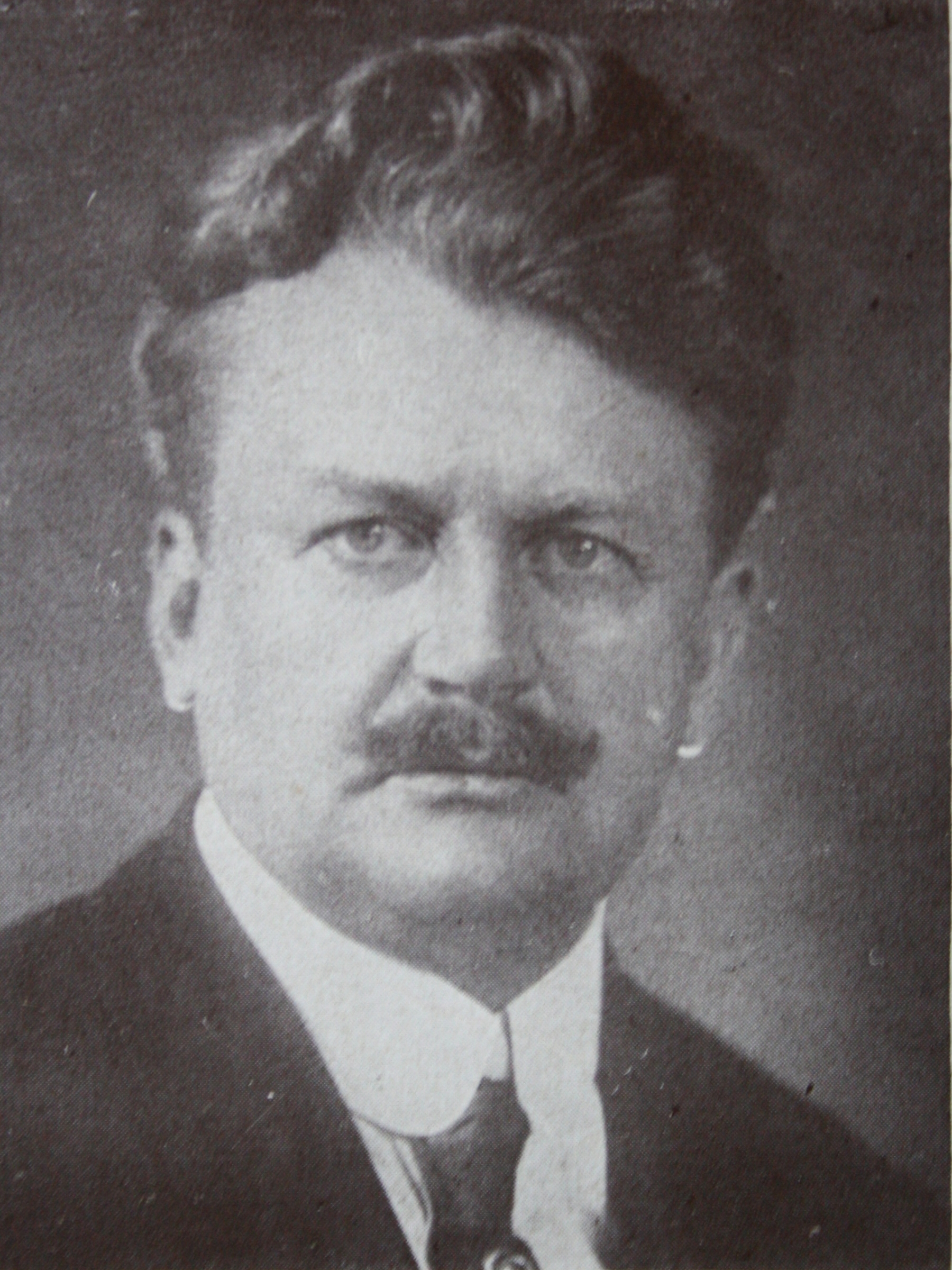
Antonín Benjamin Svojsík

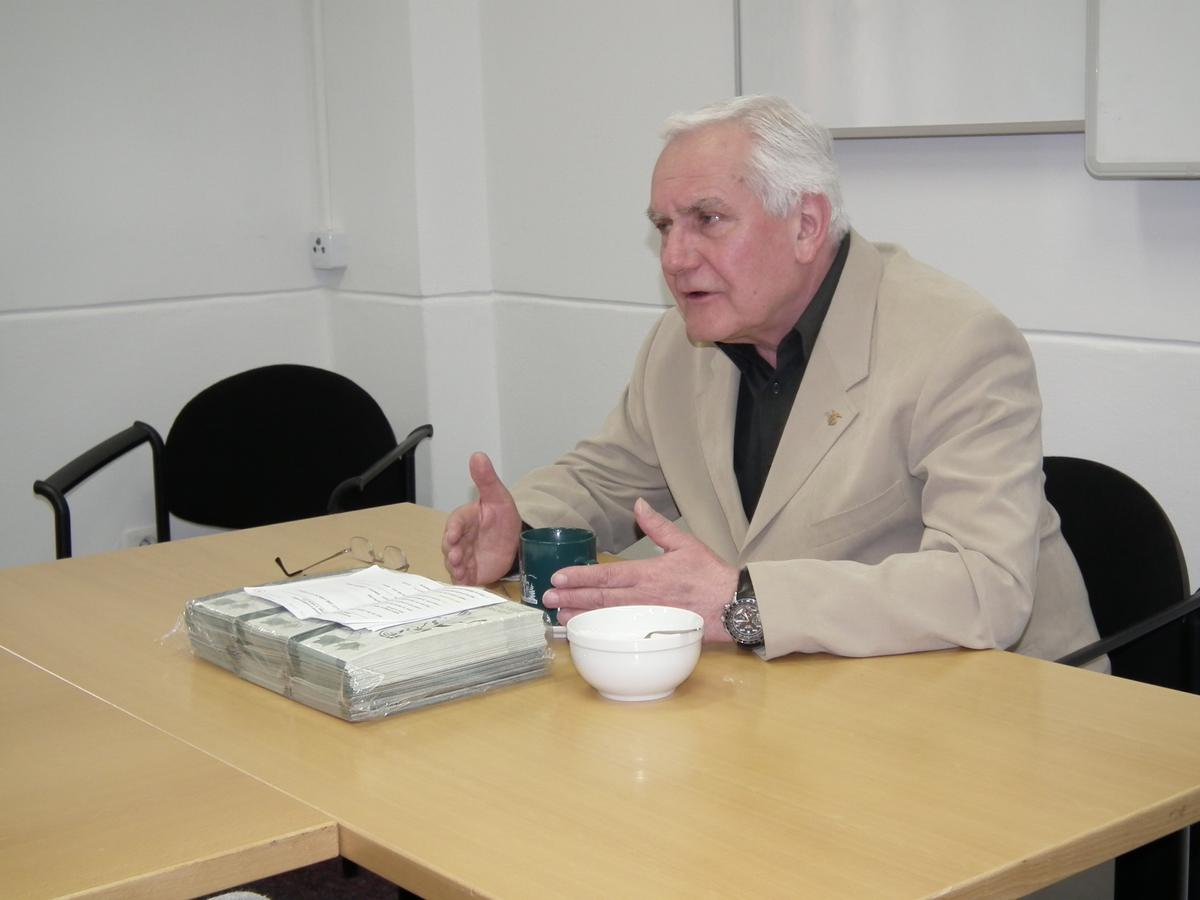
Jan Šolc – Kol

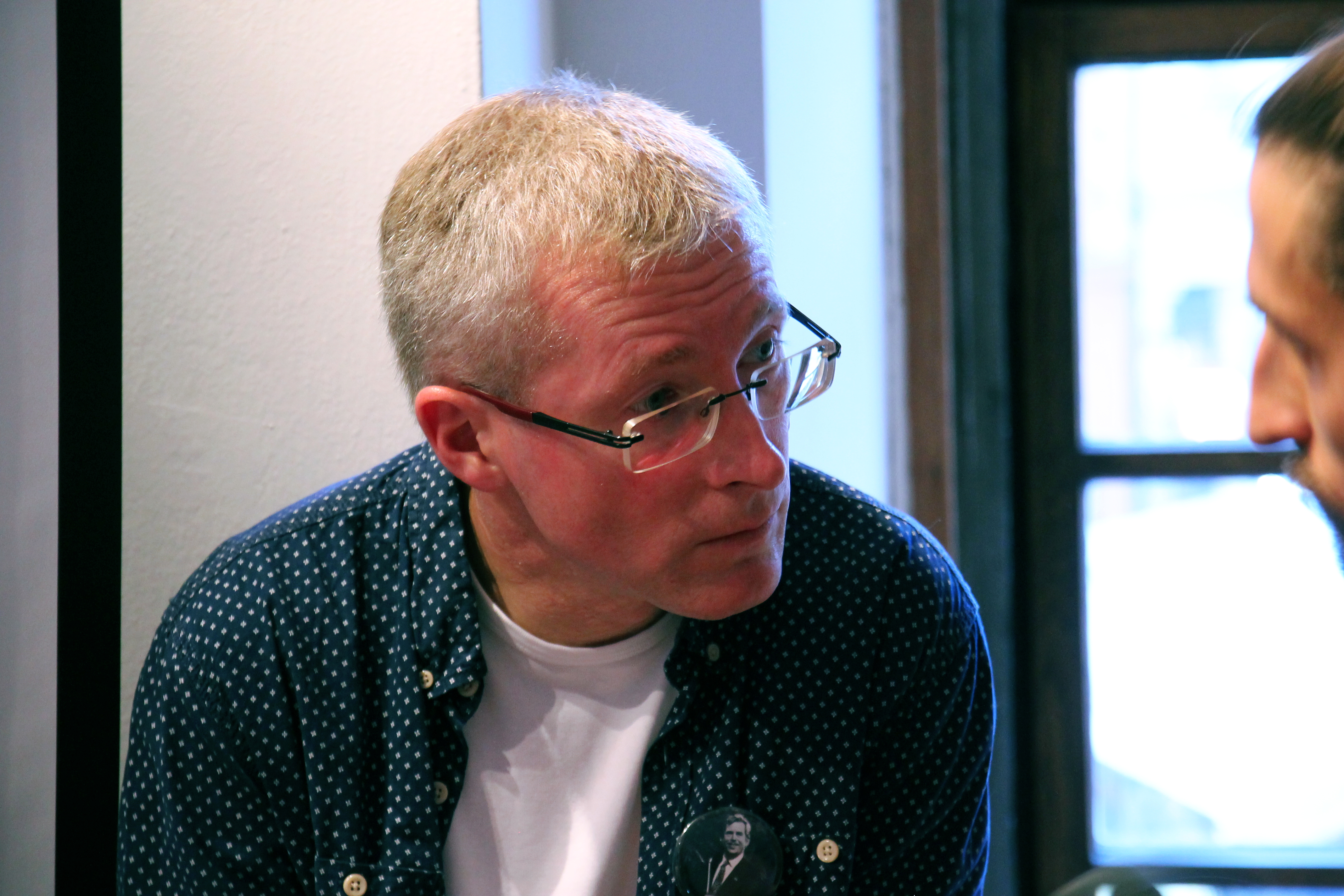
Marek Orko Vácha

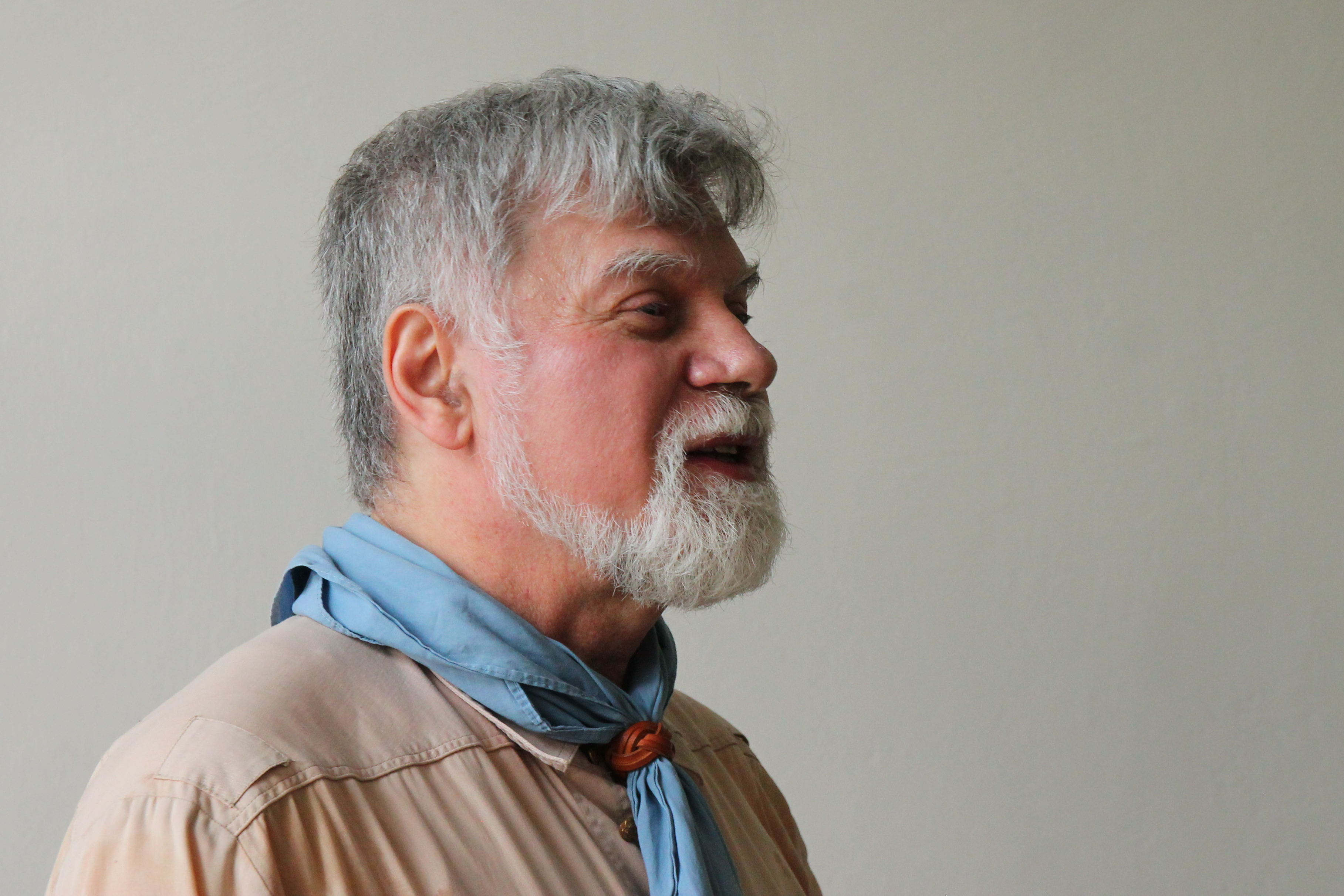
Jiří Zajíc – Edy

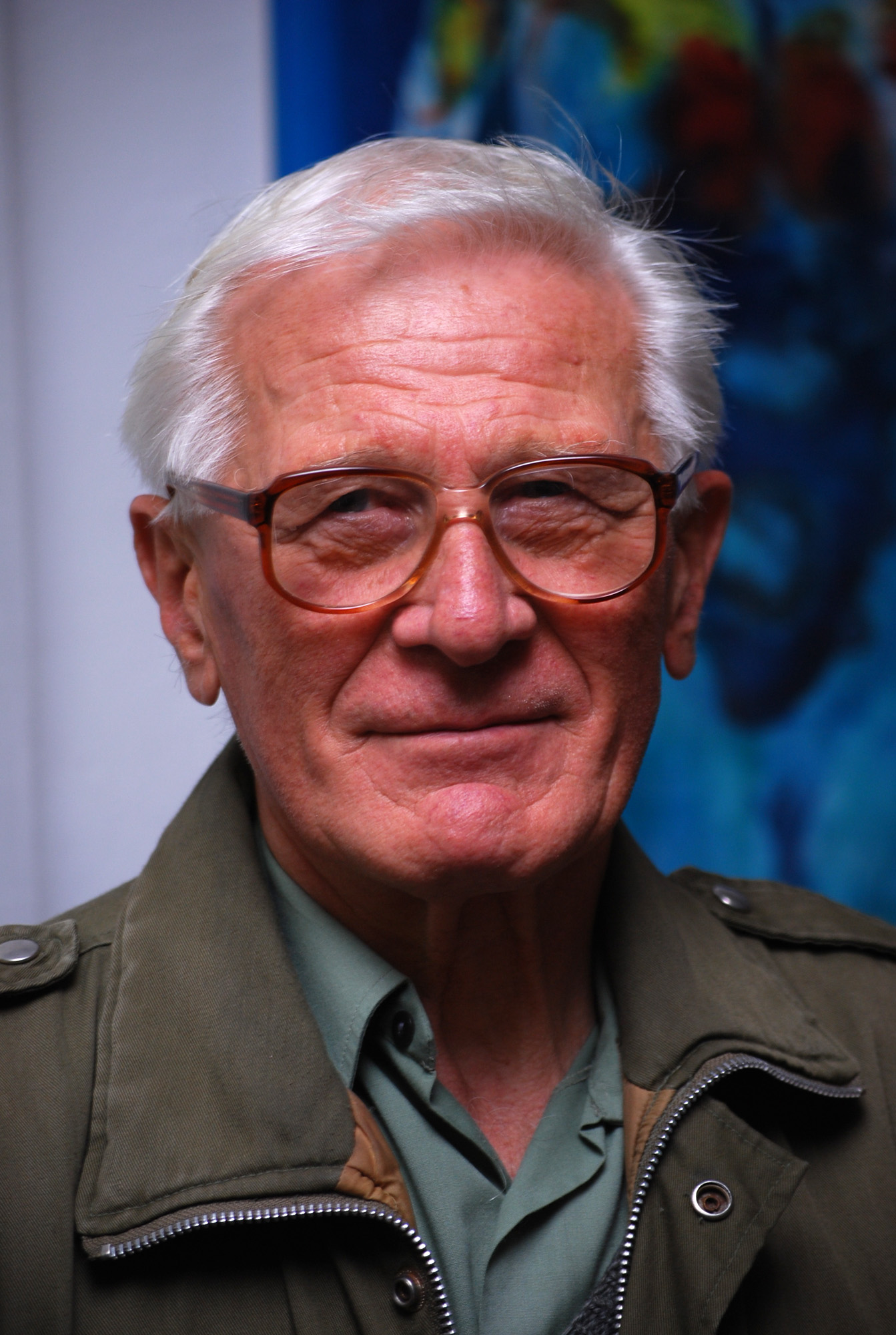
Miloš Zapletal – Zet

### B
- doc. Marek Baláš – Čiča (* 1978), náčelník, pedagog, energetik[1][2]
- prof. Stanislav Balík – Ježek (* 1978), politolog, historik, senátor PČR (od roku 2024) a vůdce Jesenické lesní školy[3]
- Jan Antonín Baťa (1898–1965), podnikatel, zakladatel firmy Baťa[4]
- Pavel Bém (* 1963), politik, bývalý pražský primátor
- Edvard Beneš (1884–1948), československý prezident
- Jan Berki – Hubert (* 1981), politik, pedagog, poslanec PČR (od 2021)[5]
- Anna Berkovcová (1881–1960), botanička, pedagožka
- Josef Bernard (* 1965), manažer, politik a hejtman Plzeňského kraje[6]
- Alexandra Bernardová – Šuměnka (* 1984), polární bioložka a členka Ekologického odboru Junáka[7][8]
- Josef Bláha (1924–1994), herec[9]
- Petr Blahuš (* 1966), novinář, cestovatel a aktivista
- Jiří Blažek – Karkule (1922–2017), grafik, typograf, ilustrátor
- Miloš Blažek – Merkur (1926–2019)[10]
- Ondřej Boháč – Vořech (* 1982), geograf a manažer, ředitel IPR Praha[11][p. 1]
- Adam Borgula, státní zástupce[12]
- Zdeněk Borovec (1932–2001), textař a překladatel[4]
- Jaromír Bosák (* 1965), sportovní komentátor a novinář
- Antonín Bradna – Vlčí máma (1922–2006), římskokatolický kněz a politický vězeň
- Jiří Brady (1928–2019), kanadský podnikatel českého původu, přeživší holokaust[13]
- Petr Bratský – Bráca (* 1955), poslanec (2002–2010) a senátor (2010–2016) PČR[14]
- František Broďák – Nik (1918–???), zakladatel slezského skautingu
- Radoslav Brzobohatý (1932–2012), herec
- Doc. Václav Břicháček – Gigant (1930–2010), psycholog a pedagog
- Dagmar Burešová (1929–2018), advokátka a politička
- Jarmil Burghauser – Jumbo (1921–1997), hudebník
- Zdeněk Burian (1905–1981), malíř a ilustrátor[4]
- Martin Bursík – Ježek (* 1959), politik[15]
- Vendula Bušková – Véňa, náčelní, právnička[16]

### C
- Libuše Cloud-Hrdonková (1922–2012), organizátorka útěku „tanku svobody“[17]

### Č
- Pavel Čadek – Ori (* 1989), písničkář, violoncellista, informatik a skautský instruktor[18][19]
- Jan Čáka – Bažant (1929–2018), výtvarník a spisovatel[20]
- Jiří Čejka – Péguy (* 1929), politický vězeň, nositel řádu Stříbrného vlka[21][22]
- Jaroslav Čermák – De Gaulle (1929–2011), protinacistický odbojář a politický vězeň
- Marko Čermák (* 1940), hudebník a ilustrátor Rychlých šípů
- Vladimír Čermák (1919–1945), vedoucí Odboje slezských junáků, popraven nacisty[23]
- Jan Čižinský – Kuklič (* 1978), politik, pedagog, poslanec (od roku 2017)[24][25]
- Jaroslav Čvančara – Jáček (* 1948), pedagog, historik, spisovatel, publicista a hudebník[26]

### D
- Mons. Jan Daněk (1950–2020), římskokatolický kněz
- Prof. František Drtina (1861–1925), pedagog, filosof, politik, jeden ze zakladatelů českého skautingu[27]
- Prokop Drtina – Popek (1900–1980), právník, poslanec (1945–1948), ministr spravedlnosti (1945–1948), politický vězeň[28]
- Mons. Václav Dvořák – Ťinťa (1921–2008), římskokatolický kněz, generální vikář a kanovník
- Viktor Dyk (1877–1931), spisovatel, básník, politik[4]

### E
- Vojtěch Eliáš (* 1967) – O'Kim, římskokatolický kněz, instruktor ELŠ[29]
- František Alexander Elstner (1902–1974), cestovatel

### F
- Velen Fanderlik (1907–1985)
- Jan Farský – Baghíra (* 1979), bývalý poslanec PČR (2010–2021)[30][31][32]
- Tomáš Fassati (* 1952), vědec a designér
- Olga Fassatiová (1924–2013), mykoložka
- Jan Pfeiffer – Racek (1928–2019) lékař a profesor neurologie
- Ladislav Filip – Brácha (1898–1986), lékař, kardiolog
- Pavel Fischer – Bob (* 1965), diplomat a politik[33][34]
- Stanislav Fišer (1931–2022), herec[4]
- Jaroslav Foglar – Jestřáb (1907–1999), spisovatel a skautský vedoucí
- Miloš Forman (1932–2018), režisér, scenárista a herec[4]
- Mons. Karel Fořt (1921–2014), římskokatolický kněz, redaktor Rádia Svobodná Evropa
- Antonín Friedl (1869–1945), středoškolský pedagog, Sokol, předseda KČT[35]

### G
- Petr Gajdík (1872–1945), vrchní zemský rada, český bratr, v roce 1920 zakladatel Sdružení přátel skautingu, první starosta Pražského Skauta
- Petr Gazdík – Nek (* 1974), poslanec PČR (od r. 2010)[36]
- Saša Gedeon (* 1970), režisér, scenárista
- Anna Geislerová (* 1976), filmová herečka[37]
- Josef Glogar – Kraky (* 1959), římskokatolický kněz, salesián[38]
- Jiří Grygar – Dřímal (* 1936), astronom, astrofyzik a popularizátor vědy[33]

### H
- mjr. Karel Haas (1913–1943), důstojník československé armády, pedagog a protinacistický odbojář[39]
- Petr Hájek – Balů (1944–2018), spisovatel a pedagog
- Jan Halas (1945–2010), novinář, publicista
- Prof. Tomáš Halík (* 1948), římskokatolický kněz, teolog, pedagog
- Jan Hamáček (* 1978) – Vrtul, politik, poslanec PČR (2006–2021), předseda PS PČR (2013–2017), ministr vnitra (2018–2021)[40][41]
- prof. Václav Hampl (* 1962), fyziolog, rektor Univerzity Karlovy (2006–2014) a senátor PČR (od roku 2014)[42]
- Tomáš Hanák (* 1957), herec
- František Hanus (1916–1991), herec a režisér[4]
- Jiří Haškovec – Jirka (1924–2013), pedagog, komunista a člen Akčního výboru ústředí Junáka (AVÚJ)[43][44][45]
- Doc. Ivan M. Havel (1938–2021), kybernetik, vědecký pracovník, bratr Václava Havla[4]
- Matěj Ondřej Havel (* 1987), poslanec PSP ČR (od roku 2021), pedagog, hudebník, historik a skautský instruktor[46]
- Václav Havel – Chrobák (1936–2011), 1. prezident České republiky[47]
- Petr Hejma (* 1969), ekonom, manažer a komunální politik
- Bronislava Herbenová (1861–1942), spisovatelka, překladatelka, představitelka dívčího skautingu
- Fredy Hirsch (1916–1944), židovský pedagog
- Prof. Otakar Hněvkovský (1901–1980), ortopedický chirurg, vědec[4]
- František Hobizal – Kukůskůs (1933–2001), římskokatolický kněz a spisovatel
- Antonín Hobza – Brvů, Starej pán, Srdíčko (1899–1987), průkopník skautingu na Třebíčsku[48]
- Jindřich Hojer – Jindra H. (1924–2020), pedagog a chemik, předloha pro postavu Jindry Hojera z Rychlých šípů[49][50]
- Michal Holobrádek – Majkl (* 1998), softbalista a šéf Roverského odboru Junáka[51][52]
- Tomáš Holub – Soptík (* 1967), římskokatolický biskup[53]
- Eva Holubová (* 1959), herečka[54]
- Miroslav Homola (1909–1983), herec a operetní zpěvák[4]
- Miluše Horská (* 1959), pedagožka, senátorka PČR (od roku 2010)[55]
- Jan Hořejší (1885–1957), pedagog, spisovatel, průkopník českého skautingu
- Bohumil Hrabal – Bogan (1914–1997), spisovatel[56][57]
- Rudolf Hrušínský nejst. (1920–1994), herec a režisér, poslanec[4]
- Láďa Hruška (* 1978), moderátor, reportér a televizní kuchař[58]
- Tomáš Hübner (1930–1949), zastřelený StB
- Václav Hübner – Hvězdář (1922–2000), elektrotechnik, astronom
- Štěpán Hulík – Okoun (* 1984), scenárista a filmový historik[59]
- Antonín Huvar (1922–2009), římskokatolický kněz, pedagog, spisovatel, politický vězeň

### Ch
- Eduard Chalupa (1897–1960), technik-spojař, přední protektorátní kuratorista
- Prof. Josef Charvát (1897–1984), lékař, endokrinolog[4]
- Adam Chroust (* 1988) – historik a spisovatel[60]

### I
- Prof. Helena Illnerová – Holinka (* 1937), fyzioložka, biochemička, prezidentka Akademie věd ČR (2001–2005)[36][37][61]
- Martha Issová (* 1981), herečka[62]

### J
- Vratislav Janda (1913–1949), voják, účastník protinacistického a protikomunistického odboje, oběť komunistického režimu
- Ester Janečková (* 1972), moderátorka[63][64]
- Otto Janka (1930–2009), spisovatel, scenárista a publicista
- Jan Janků (1921–2019), politický vězeň[65]
- Slavomil Janov – Nashville[66]
- Karel Janovický – Joviš (1930–2024), hudební skladatel, klavírista, publicista
- Františka Javůrková, členka náčelnictva 1945–1948
- Luboš Jednorožec (1925–2016), politický vězeň[67]
- František Jelínek – Jef (1921–2002), autor vzpomínek na koncentrační tábor Mittelbau-Dora[68]
- Zdeněk Ježek – Muskwa (1932–2019), epidemiolog a infektolog[69]

### K
- Josef Kacálek – Dikobraz (1922–1997), katolický duchovní[70]
- Mons. Josef Kajnek (* 1949), katolický biskup[71]
- Lumír Kantor – Bizon (* 1962), dětský lékař, pedagog, senátor PČR (od roku 2016)[55][72]
- Jan Kasal – René (* 1951), politik, poslanec v letech 1990–2010[73]
- Petr Kellner (1964–2021), podnikatel[74]
- Emil Kintzl (1934–2022), učitel a autor publikací o Šumavě[75]
- Čeněk Klika (1865–1938), lékař, scenárista loutkových her[76]
- prof. Miloš Klika (1890–1962), urolog, šermíř a sběratel umění[76]
- František Kňourek – Šedý Havran (1882–1936), skladatel skautských písní, učitel, divadelník[77][78][79]
- Josef Xaver Kobza (1921–2020), římskokatolický kněz[80]
- Prof. Erazim Kohák – Jezevec (1933–2020), filosof a spisovatel[81][82]
- Felix Kolmer (1922–2022), fyzik[83]
- Jiří Kolominský – Maugli (1926–1986), lékař a balneolog, zakladatel českého a slovenského exilového skautingu v Německu, Evropský náčelník organizace ČSES 1984–1986[84][85][86][87][88]
- František Konáš (1884–1914), pedagog a průkopník skautingu, zabit během 1. světové války
- Bohumil Konečný – Bimba (1918–1990), malíř a ilustrátor[4]
- Vlasta Koseová (1895–1973), zakladatelka českého dívčího skautingu[89]
- Martin Kotačka (* 1987), historik a genealog
- Marta Kottová (1929–2017), přeživší holokaust[90]
- Mons. Prof. Josef Koukl (1926–2010), biskup litoměřický a teolog
- Emanuel Krajina – Eman (1915–1941), válečný pilot, příslušník RAF[91]
- Otto Král (1904–1943), spoluzakladatel skautingu v Ústí nad Labem[92]
- Josef Kratochvil – J. K. Baby (1915–2001), zoolog a pedagog[93]
- Mikuláš Kroupa (* 1975), publicista a novinář[94]
- Stanislav Křeček – Jestřáb (* 1938), právník, poslanec PČR (1998–2013), ombudsman[95][96]
- Pavel Křivský (1912–1989), kněz, historik a archivář
- Přemysl Kšica – Přemek (* 1981), varhaník[64][97]
- Jan Kubiš (1913–1942), československý voják[zdroj?]
- Karel Kukal – Cookie (1927–2016), politický vězeň
- Martin Kupka (* 1975), novinář, politik, poslanec (od r. 2017) a ministr dopravy[98]
- Tomáš Kvapil – Starý pes (1955–2022), poslanec PČR (1998–2010)[99]

### L
- Jiří Ládr – Bongo (1933–2019), veterinář, politik[100]
- Pavel Landovský – Dan (1936–2014), herec, dramatik, disident, signatář Charty 77[4]
- genmjr. Jiří Lang – Špalík (* 1957), zpravodajec, ředitel rozvědky a kontrarozvědky
- Karel Lešanovský – Kay (1929–2013), skautský historik a publicista
- Mons. František Václav Lobkowicz (1948–2022), biskup ostravsko-opavský
- Jan Lukačevič – Neposeda (* 1991), kosmický inženýr, poradce NATO[101][102][103][104]
- Michal Lukeš (* 1975), generální ředitel Národního muzea v Praze
- Jiří Lukšíček – Rys (* 1933), politický vězeň[105][106]

### M
- Vlasta Macková (1920–2017), skautská náčelní[107][89]
- Antonín Mádl (1897–1944), náčelník Junáků volnosti, protinacistický odbojář
- Petr Mach (* 1975), politik, poslanec Evropského parlamentu[108][109]
- Jan Macháček (* 1965), novinář a disident
- Josef Svatopluk Machar (1864–1942), básník, spisovatel, publicista, politik[4]
- Ivan Makásek – Malý Medvěd / Hiawatha (* 1944), přírodovědec, ochránce přírody, spisovatel
- Zbyněk Malinský – Zbynda (1923–2005), spisovatel[110]
- Eduard Marek – Hroznýš (1917–2022), politický vězeň[111][112]
- Václav Marhoul (* 1960), režisér
- Tomáš Martínek (* 1986), podnikatel, lektor a poslanec PČR (2017–2021)
- Jan Otakar Martinovský (1903–1980), botanik, pedagog, publicista, středoškolský profesor, nositel Stříbrného vlka
- Karel Mathes (1909–1996), voják a příslušník protinacistického odboje[113]
- doc. Jaroslav Med (1932–2018), spisovatel, literární kritik a historik[114]
- Jindřich Matoušek – Akéla (1926–2022), člen Svojsíkova oddílu
- Jiří Menzel (1938–2020), filmový a divadelní režisér, herec a scenárista
- Petr Mikeš – Kocourek (* 1978), právník a soudce Nejvyššího správního soudu[37][115][116]
- Ivan Otto Mikšovič (1909–1987), novinář a spisovatel
- Emilie Milčicová (1889–1969), spoluzakladatelka českého dívčího skautingu
- Mira Mladějovská (1899–1969), historička umění, básnířka, spoluzakladatelka českého dívčího skautingu
- Jurij Moravec (1923–1964), syn politika Emanuela Moravce
- Václav Morávek (1904–1942), člen odbojové skupiny Tři králové
- Otakar Motejl (1932–2010), právník, politik a ombudsman[117][118][119]
- Prof. Rudolf Musil (1926–2022), profesor, paleontolog[120]

### N
- Petr Náhlík – Vokoun (* 1961), náměstek primátora Plzně (1995–2018), vydavatel samizdatu, skautský, woodcrafterský a trampský publicista
- Jiří Navrátil (1923–2017), překladatel a politický vězeň
- František Nepil (1929–1995), spisovatel, vypravěč[4]
- Miloslav Nevrlý – Náčelník (* 1933), přírodovědec, spisovatel, publicista
- Václav Nosek – Windy (1943–2019), spisovatel, sběratel a skautský činovník
- Jaroslav Novák – Braťka (1894–1965), spisovatel knih pro mládež

### O
- Hajato Okamura (* 1966), česko-japonský politik[121][122]
- Osamu Okamura (* 1973), architekt[122]
- Tomio Okamura (* 1972), podnikatel, senátor (2012–2013) a poslanec PČR (od r. 2013)[122]
- Roman Ondráček (* 1966), moderátor, manažer[123]
- pluk. i. m. Adolf Opálka (1915–1942), voják, velitel operace Out Distance[4]
- Pavel Opatřil (* 1966), římskokatolický kněz a skautský instruktor
- Karel Otčenášek (1920–2011), katolický biskup, esperantista a teolog[124]

### P
- prof. Václav Pačes, dr. h. c. – Cancítko (* 1942), biochemik, předseda Akademie věd ČR (2005–2009)[125]
- Prof. Radim Palouš, dr. h. c. mult. (1924–2015), chemik, filosof, pedagog a rektor UK[126]
- Šimon Pánek (* 1967), ředitel a zakladatel nadace Člověk v tísni
- Zdeněk Papoušek (* 1956), pedagog, sociolog, dramatik a senátor PČR (od roku 2014)[127]
- Jan Pavlásek – Song (1923–2022), veterinář[128]
- Radko Pavlovec (1931–2003), konstruktér, politický vězeň
- Jaroslava Pešková (1929–2007), profesorka filosofie na UK
- Josef Peterka – Bob Hurikán (1907–1965), cestovatel, tramp, spisovatel a písničkář[129]
- Jan Pfeiffer (1928–2019), neurolog, zakladatel české rehabilitační medicíny[130]
- Jana Pfeifferová – Janka (1931–2021), první náčelní Kmene dospělých Junáka[131]
- Vojtěch Pikal (* 1987), politik a programátor, poslanec PČR (2017–2021)[55]
- Radek Pilař (1931–1993), výtvarník, režisér[4]
- Theodor Pištěk (* 1932), malíř a filmový výtvarník
- doc. Petr Pithart (* 1941), politik a právník
- Rudolf Plajner (1901–1987), pedagog
- Alexej Pludek (1923–2002), spisovatel, novinář[4]
- Josef Podzimek – Egil (* 1937), stavební inženýr a podnikatel[132]
- Karel Prager (1923–2001), architekt[133][134]
- Vladimír Princ – Mirek (1925–2009), člen Náčelnictva a zakládající člen Svojsíkova oddílu
- Josef Prokeš – Křik (* 1980), římskokatolický kněz a skautský instruktor[135][136]
- Karel Průcha – Rolf (1908–1991), pedagog a politický vězeň

### R
- Mons. František Radkovský (* 1939), biskup plzeňský[66][137]
- Otokar Randák – Oskar (1926–2019), energetik, tvůrce pramice P550[138]
- Ladislav Rašín (1900–1945), český politik (syn Aloise) a právník, první nositel odborky Lyžař[139]
- Jan Regner (* 1974), římskokatolický kněz[66]
- Bedřich Reicin (1911–1952), komunistický spolutvůrce čistek a monstrprocesů, voják a agent NKVD; byl popraven v procesu se Slánským[140]
- František Reichel – Hroch (1938–2020), veterinář, politik, ministr (1989–1990)[141]
- Jiří Reinsberg – Amundsen (1918–2004), římskokatolický kněz, teolog
- Olga Richterová – Oliva (* 1985), lingvistka, překladatelka a poslankyně (od r. 2017)[142][143]
- Josef Rössler-Ořovský (1869–1933), sportovec a sportovní organizátor, zakladatel českého vodního skautingu
- Jiří Rufer – Rolf (* 1934), pedagog, obnovitel skautingu v Břeclavi v roku 1968, člen náčelnictva
- Ladislav Rusek – Šaman (1927–2012), pedagog (UPOL), výtvarník, publicista a básník
- Štěpán Rusňák – Vlasy (* 1978), podnikatel, cestovatel, kapitán říční plavby a manažer[144][145]
- Břetislav Rychlík – Rychlonožka (* 1958), filmový režisér[33]
- Bohuslav Řehák – Sláva (1895–1967), náčelník Junáka, skautský vůdce a instruktor, učitel, přírodovědec a zemský školní inspektor
- Tomáš Řehák – Špalek (* 1964), ředitel Městské knihovny v Praze, skautský instruktor, člen Rady ČT
- Evžen Řezáč – Jestřáb (* 1933), dětský lékař, skautský činovník a instruktor, nositel řádu Stříbrného vlka
- Miloš Říha – Šípek (* 1984), sociolog, básník, ředitel Skautského institutu[146]

### S
- Hugo Sedláček – Minewawa (1926–1945), kapitán 13. oddílu vodních skautů, padl při Pražském povstání[147][148]
- Jan Sedláček (1888–1960), politik, poslanec, starosta a průkopník skautingu na Prostějovsku
- Miloš Seifert – Woowotanna (1887–1941), pedagog, spisovatel, přírodovědec a zakladatel československého woodcraftu
- Ferdinand Schlögel-Merzin (1899–1983), básník, cestovatel a archeolog
- Otakáro Schmidt – Červenáček (* 1960), režisér, scenárista a herec[149]
- Karel Schwarzenberg (1937–2023), politik, šlechtic[150]
- Sandra Silná (* 1979), husitská farářka[151][152]
- Ladislav Sitenský (1919–2009), fotograf[153]
- Karel Skála – Číl (1905–1973), odbojář a politický vězeň[154]
- Milan Skalník – Medník (1930–2018), právník, komunista a člen Akčního výboru ústředí Junáka (AVÚJ)[43][44][155]
- Dagmar Skálová – Rakša (1912–2002), politická vězeňkyně a odbojářka
- Zdeněk Karel Slabý – Siki (1930–2020), spisovatel, překladatel
- Rudolf Slánský (1901–1952), významný komunistický politik, jeden z architektů nezákonných politických procesů
- Vratislav Slezák (1932–2020), překladatel, člen Dvojky od roku 1946
- Miroslav Smotlacha (1920–2007), mykolog a potravinářský chemik[156][157]
- Jan Smudek (1915–1999), příslušník druhého a třetího odboje, letec Royal Air Force
- genmjr. Antonín Sochor (1914–1950), voják, nositel řádu Bílého lva a řádu Hrdina SSSR[4]
- Eva Staněk (Měřínská) – Evička (* 1979), náčelní, ředitelka Městské knihovny Tábor[158][159]
- Jakub Stárek – Kapucín (* 1982), politik, starosta Prahy 6[160][161]
- Jan Stejskal – Johan (* 1980), profesor, ekonom, děkan Fakulty ekonomicko-správní Univerzity Pardubice, šéfinstruktor lesní školy Stříbrná řeka, člen RSRJ a ÚRKJ
- Vojtěch Steklač (1945–2021), spisovatel a překladatel[162]
- Miloslav Stingl – Mauglí (1930–2020), cestovatel, etnograf a spisovatel[163][164]
- Jiří Stivín – Kačka (* 1942), hudebník[125]
- Ferdinand Stopka (1903–???), komunistický poslanec, průkopník skautingu (v 50. letech však podporoval likvidaci skautingu)[165]
- Adolf Stránský z Griefenfelsu – Dolfíček (1894–1917), ekonom, překladatel Scouting for Boys, švagr A. B. Svojsíka
- Jiří Stránský – Jíra (1931–2019), spisovatel, scenárista, dramatik[166]
- Josef Suchár (* 1958), římskokatolický kněz[37][167]
- Jiří Suchý (* 1931), dramatik, básník, spisovatel, skladatel[168][169]
- Antonín Sum (1919–2006), právník, osobní tajemník Jana Masaryka
- Jiří Světlík – Medvěd (1924–2022), tiskař a politický vězeň, nositel řádu Stříbrného vlka[170][171]
- Cyril Svoboda (* 1956), politik, poslanec v letech 1998–2010, ministr v letech 1998, 2002–2006, 2007–2009[172][173]
- Josef Svoboda (1929–2022), ekolog, polárník a politický vězeň[174]
- Antonín Benjamin Svojsík (1876–1938), zakladatel českého skautingu
- Jaroslav Svojše (1920–1983), spisovatel knih pro mládež a esperantista
- Petr Sýkora (* 1974), podnikatel a filantrop[37][175][176]
- Bedřiška Synková – Bejbina (* 1935), politická vězeňkyně[177]

### Š
- Pavel Šafr (* 1967), novinář a šéfredaktor českých deníků[178]
- Karel Šebek (1951–2015), politik, bývalý senátor PČR
- Jiří Šesták (* 1956), herec, manažer, senátor PČR (2012–2018)[179]
- Jan Šimáně – Galén (1924–2013), šéfredaktor Skauta-Junáka 1968, politický vězeň, zakladatel Březových lístků[180]
- Jiří Šimáně – Šíp (1926–1975), speciální pedagog
- František Šmajcl – Riki (* 1953), starosta Junáka a stavební inženýr[181]
- Michaela Šojdrová – Madam (* 1963), poslankyně PČR (1996–2010), poslankyně Evropského parlamentu (od r. 2014)
- Jan Šolc – Kol (* 1938), vysokoškolský pedagog, Poslanec Federálního shromáždění (1989–1992), pracovník Kanceláře prezidenta republiky[182]
- Václav Šolc (1919–1995), etnograf, cestovatel a spisovatel[4]
- Josef Špak (1929–2016), biskup-patriarcha Církve československé husitské
- Bohuslav Špinar (* 1940), bankovní úředník a osobnost žďárského skautingu[183]
- Zdeněk Vlastimil Špinar (1916–1995), paleontolog a spisovatel
- kpt. Barbora Špotáková (* 1981), atletka[37]
- plk. i. m. Benignus Štefan (1918–1943), pilot Royal Air Force, zemřel po pádu letadla ve Francii
- Eduard Štorch (1878–1956), pedagog, spisovatel a archeolog[184]
- Lubor Šušlík – Bill (1928–2021), účastník protinacistického a protikomunistického odboje[185]
- Rudolf Švaříček (* 1962), cestovatel, dobrodruh, fotograf a spisovatel[186]

### T
- Erik Tabery – Cibulák (* 1977), novinář, šéfredaktor týdeníku Respekt[36][37]
- Jeroným Tejc (* 1977), poslanec PČR (2006–2017)
- Milan Tichák (1933–2020), historik a spisovatel
- Jiří Tichota (* 1937), muzikolog, hudebník, textař a zakladatel skupiny Spirituál kvintet[187][188][189]
- František Tichý (* 1969), pedagog a spisovatel
- Vladivoj Tomek (1933–1960), politický vězeň, protikomunistický odbojář a poslední popravený z politických důvodů v Československu[190]
- Jáchym Topol (* 1962), básník, prozaik, publicista
- Štěpán Trochta (1905–1974) biskup litoměřický a kardinál
- Tomáš Třeštík (* 1978), fotograf[37]
- Kateřina Tučková (* 1980), spisovatelka a historička umění[37]
- Roman Týc (David Hons) – Kořen (* 1974), umělec, zakladatel skupiny Ztohoven[191]

### U
- Genmjr. Eduard Ureš – Ulbricht – Ataman nebo Matalufa (1904–1992), důstojník[192][193]

### V
- Marek Vácha – Orko (* 1966), římskokatolický kněz, přírodovědec, pedagog[36]
- Ondřej Vanke (* 1961), pedagog, člen náčelnictva a ústřední rady Junáka, člen Evropského skautského výboru WOSM (do r. 2001), vedoucí a instruktor ILŠ[194]
- Přemysl Vanke (* 1923), malíř, grafik, ilustrátor
- David Vávra (* 1957), architekt, herec, spisovatel[37]
- Martin František Vích (1921–2008), římskokatolický kněz a politický vězeň
- Lukáš Vincour (* 1984), bubeník[195]
- Petr Jan Vinš – Gobers (* 1982), starokatolický duchovní, teolog, překladatel a člen Duchovního odboru Junáka[7][196]
- Jaromíra Vítková (* 1957), komunální politička, senátorka PČR (od roku 2016)[197]
- Zdeněk Vojtíšek (* 1963), religionista[198]
- Ondřej Vokál – Vokin, náčelník, advokát[199]
- Jiří Vokněr (1931–2018), rychlostní kanoista a lékař
- Prof. Petr Vopěnka (1935–2015), matematik, filosof a ministr školství[200]
- Václav Vorlíček (1930–2019), režisér a scenárista[201]
- Mirko Vosátka – Grizzly (1911–2004), spisovatel, přírodovědec a pedagog
- Alois Vošahlík (1899–1946), politik, ministr, poslanec[202]
- Marek Výborný (* 1976), pedagog a poslanec PČR (od roku 2017)[203]
- Josef Výprachtický – José, starosta Junáka[204]
- Miloš Vystrčil (* 1960) – politik a pedagog, předseda Senátu PČR (od roku 2020)[205][206]

### W
- K. M. Walló – Kimi (1914–1990), režisér, spisovatel, překladatel a dabingový odborník
- Jan Winkler – Viki (1957–2009), právník, politik a diplomat[207]
- Karel Wolf – Jáma (* 1976), fotograf, cestovatel[208][209]
- Jiří Wolker (1900–1924), básník, novinář a spisovatel[210]

### Z
- Jan Zábrana (1931–1984), básník a překladatel[4]
- František Zahrádka – Prášek (1930–2017), účastník protikomunistického odboje[211][212]
- prof. Rudolf Zahradník, dr. h. c. mult. – Jiskra (1928–2020), chemik, prezident Akademie věd ČR (1993–2001)[213]
- Václav Zahradník (1942–2001), hudební skladatel a dirigent[4]
- Jiří Zachariáš – Pedro (* 1943), člen Dvojky, spisovatel, signatář Charty 77
- Jiří Zajíc – Edy (* 1951), pedagog a publicista, skautský vedoucí a instruktor, šéf Duchovního odboru Junáka[214][196]
- Rudolf Zanáška (1907–1954), úředník, skautský činovník, účastník odboje, esperantista
- Miloš Zapletal – Zet (1930–2025), spisovatel[215]
- Zdeněk Zelený – Káďa (1924–2018)[216]
- Ivo Zelinka (* 1980), výsadkář[217]
- Josef Zikán – Bobr (1926–1976), dlouholetý skautský organizátor, vedoucí Jedničky a zakladatel pražského střediska Psohlavci, redaktor časopisu Junák, překladatel, dohnán StB k sebevraždě
- Josef Zíma – Alan (* 1932), herec, zpěvák dechovky[4]

### Ž
- Stanislav Žalud (1932–2023), architekt a politik, poslanec Sněmovny lidu Federálního shromáždění